# Chironomus solicitus
Chironomus solicitus är en tvåvingeart som beskrevs av Hirvenoja 1962. Chironomus solicitus ingår i släktet Chironomus och familjen fjädermyggor. Inga underarter finns listade i Catalogue of Life.